# Río Gadyrbi
El río Gadyrbi (en ruso: Гадырби) es un río del Gran Cáucaso en el distrito de Karacháyevsk de la república de Karacháyevo-Cherkesia del sur de Rusia. Es un afluente del Teberdá, que desemboca en el río Kubán.

## Curso
El río nace en la estribaciones occidentales del monte Kolsu (3325 m), que le separa del valle del río Kirkol, afluente del Kol-Tiubiu. Su curso de 3 km desciende ladera abajo en dirección noroeste hasta llegar a la orilla derecha del Teberdá, ligeramente al norte de Vérjniaya Teberdá.

## Historia
En la desembocadura del río Gadyrbi hay un yacimiento con una capa cultural de 0,4 m de espesor, donde se ha hallado cerámica altomedieval, similar a la capa superior del asentamiento del Guimildik.